# أوتو أولندورف
أوتو أولندورف (تُلفظ بالألمانية: [ˈʔɔto ˈʔoːləndɔɐ̯f] ؛ 8 يونيو 1951 – 4 فبراير 1907) موظف في شوتزشتافل واحد مرتكبي المحرقة خلال الحقبة النازية. كان خبيرًا اقتصاديًا في مجال التعليم، وكان رئيسًا لشرطة الأمنية الألمانية المسؤولة عن الاستخبارات والأمن داخل ألمانيا. في عام 1941، تم تعيين أوليندورف قائداً لـ أينزاتسغروبن دي، الذي ارتكب جريمة قتل جماعي في مولدوفا، جنوب أوكرانيا، القرم، وخلال عام 1942، شمال القوقاز. تمت محاكمته في محاكمات أينزاتسغروبن، وتم إدانته وإعدامه في عام 1951.

## التحاقه
انضم إلى الشرطة الأمنية الألمانية في عام 1936 وأصبح مستشارًا اقتصاديًا للمنظمة. مثل الأكاديميين الموهوبين مثل Helmut Knochen و Franz Six، تم تجنيد بواسطة كشافة المواهب التابعين لشرطة. 
في مايو 1945، شارك أولندورف في رحلة هيملر من فلنسبورغ وتم اعتقاله بالقرب من لونبورغ مع العديد من المرؤوسين الآخرين.  أنتحر هيملر بعد وقت قصير من القبض عليه.  لعدة أسابيع بعد الاعتقال، تم استجواب أولندورف بعناية، حيث كشف خلاله عن الطبيعة الإجرامية للحملة الألمانية في الشرق. 

## محاكمات نورمبرغ

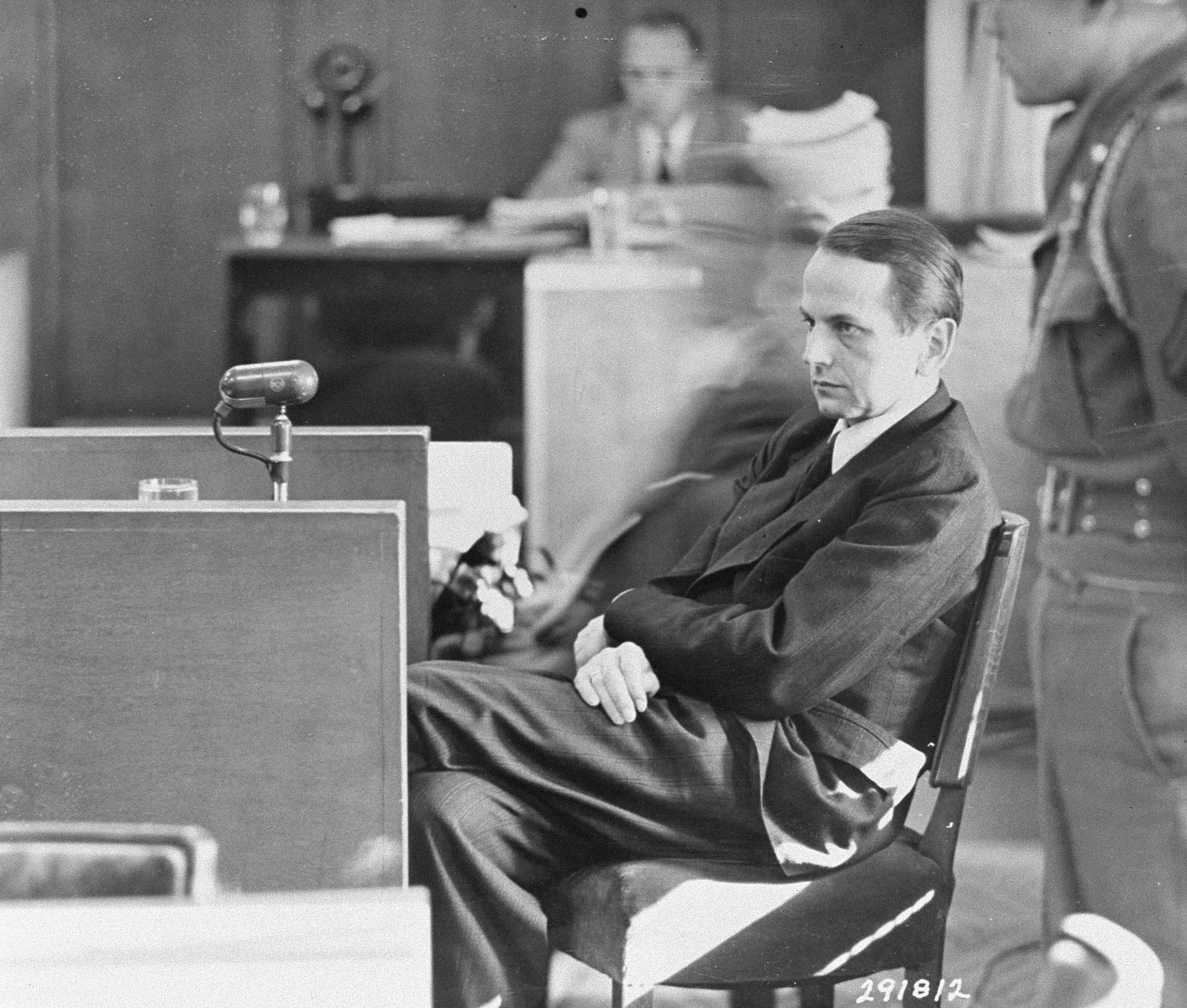
أوليندورف يدلي بشهادته في محاكمات أينزاتسغروبن، 9 أكتوبر 1947.

أثناء محاكمات أينزاتسغروبن، كان أولندورف هو المتهم الرئيسي، وكان أيضًا شاهدًا رئيسيًا في محاكمة مجرمي الحرب المتهمين الآخرين. تُعزى شهادة أوليندورف التي يمكن الاعتماد عليها على ما استيائه من الفساد في ألمانيا النازية والتزامه العنيد بالواجب. نظرت المحكمة في فيما يتعلق بعمليات أينزاتسغروبن على وجه الخصوص.  خلال المحاكمة، أصر أوليندورف على أنه، بصفته نازيًا مخلصًا، تصرف بشكل صحيح ولم يرتكب أي خطأ.  ولم يعرب عن أسفه لتصرفاته، حيث أخبر المدعي العام بن فيرينكز أن يهود أمريكا سيعانون بسبب ما فعله المدعي العام، ويبدو أنه كان أكثر قلقًا بشأن الضغوط الأخلاقية على من يرتكبون جرائم القتل أكثر من أولئك الذين قُتلوا. . 
في المحاكمة، حاول أوليندورف تقديم العمليات في المنطقة السوفيتية «ليس كبرنامج عنصري لإبادة جميع اليهود   ... ولكن كأمر بالتصفية العامة تهدف في المقام الأول إلى» تأمين«أراضي المكتسبة حديثا»  مدافعا عن أفعاله، قارن اوهلندورف أفال وحدات القتل المتنقلة لاستئصال اليهود التوراتيين لأعدائه، وادعى أيضا أن فرق الإعدام «ليست أسوأ من» القتلة بضغطة زر «الذين أسقطوا القنبلة الذرية على اليابان». 
على الرغم من محاولاته لإقامة معادلة أخلاقية للفظائع التي ارتكبت بحق الحلفاء، أدين أوتو أولندورف بارتكاب جرائم ضد الإنسانية وجرائم حرب ارتكبت خلال الحرب العالمية الثانية. حُكم عليه بالإعدام في أبريل 1948 وأمضى ثلاث سنوات رهن الاحتجاز قبل شنقه في سجن لاندسبيرج في بافاريا في 8 يونيو 1951.  

## روابط خارجية
- أوتو أولندورف على موقع مونزينجر (الألمانية)

### اقتباسات
1. 1 2  Dienstaltersliste der Schutzstaffel der NSDAP, Stand vom 1. Dezember 1936 (بالألمانية), 1. Dezember 1936, OCLC:6792109, QID:Q63098423 {{استشهاد}}: تحقق من التاريخ في: |publication-date= (help)
2. 1 2  Brockhaus Enzyklopädie | Otto Ohlendorf (بالألمانية), OL:19088695W, QID:Q237227
3. ↑  TracesOfWar | Otto Ohlendorf، QID:Q98839586
4. 1 2   https://www.tracesofwar.nl/persons/45274/Ohlendorf-Otto.htm. {{استشهاد ويب}}: |url= بحاجة لعنوان (مساعدة) والوسيط |title= غير موجود أو فارغ (من ويكي بيانات) (مساعدة)
5. ↑  Dienstaltersliste der Schutzstaffel der NSDAP, Stand vom 1. Dezember 1936 (بالألمانية), 1. Dezember 1936, OCLC:6792109, QID:Q63098423 {{استشهاد}}: تحقق من التاريخ في: |publication-date= (help)
6. 1 2  Nuremberg Trials Project (بالإنجليزية), QID:Q78909371
7. 1 2  Nuremberg Trials Project (بالإنجليزية), QID:Q78909371
8. ↑  Nuremberg Trials Project (بالإنجليزية), QID:Q78909371
9. ↑  Nuremberg Trials Project (بالإنجليزية), QID:Q78909371
10. ↑   http://www.journal.forces.gc.ca/vol12/no1/76-bertosa-eng.asp. {{استشهاد ويب}}: |url= بحاجة لعنوان (مساعدة) والوسيط |title= غير موجود أو فارغ (من ويكي بيانات) (مساعدة)
11. ↑   https://www.jpost.com/israel-news/culture/judgement-after-nuremberg-469925. {{استشهاد ويب}}: |url= بحاجة لعنوان (مساعدة) والوسيط |title= غير موجود أو فارغ (من ويكي بيانات) (مساعدة)
12. ↑  Burleigh 2000.
13. ↑  Rhodes 2003.
14. ↑  Manvell & Fraenkel 1987.
15. ↑  Ingrao 2013.
16. ↑  Cesarani 2016.
17. ↑  Chapoutot 2018.
18. ↑  Ferencz (1946–1949). Mass Murderers Seek to Justify Genocide.
19. ↑  Longerich 2010.
20. 1 2  Wistrich 1995.
21. ↑  Zentner & Bedürftig 1991.